# یئو هونگ-چول
یئو هونگ-چول (به انگلیسی: Yeo Hong-Chul) ژیمناست زادهٔ ۲۸ مهٔ ۱۹۷۱ میلادی اهل کشور کره جنوبی است.